# Spirits in the Material World
Spirits in the Material World is een nummer van de Britse band The Police uit 1981. Het is de derde single van hun vierde studioalbum Ghost in the Machine.
Sting schrijft het nummer op synthesizer, iets wat hij tot dan toe niet eerder deed. Hij wil het in eerste instantie helemaal zonder gitaar opnemen, maar daar steekt Andy Summers een stokje voor. Summers wil het nummer juist opnemen mét gitaar en zonder synthesizer. Na veel geruzie komen Sting en Summers overeen beide instrumenten op de plaat te zetten. "Spirits in the Material World" leverde The Police uiteindelijk in veel landen een hit op. Zo bereikte het de 12e positie in het Verenigd Koninkrijk. In de Nederlandse Top 40 was het succesvoller met een 6e positie, terwijl in de Vlaamse Radio 2 Top 30 de 8e positie werd gehaald.